# Basil von Engelhardt

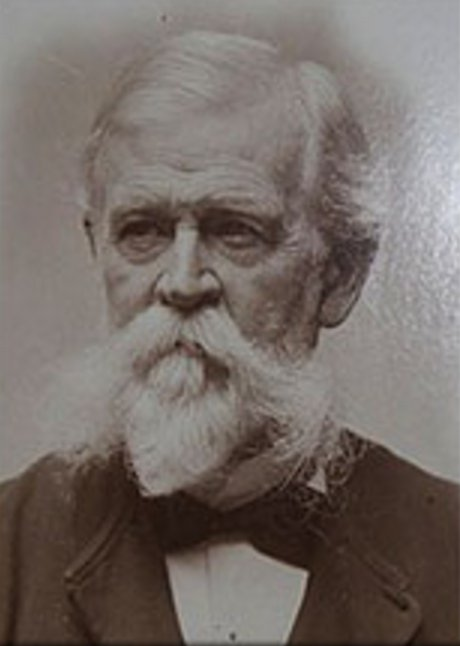
Basil von Engelhardt

Basil von Engelhardt (auch Basilius von Engelhardt, Wassilij Pawlowitsch Engelhardt, russisch Василий Павлович Энгельгардт, englisch Vasily Pavlovich Engelhardt;  * 29. Juli 1828 in Kustowitschy, Verwaltungseinheit Selsawet Haradsez, Weißrussland; † 17. Mai 1915 in Dresden) war ein russischer Astronom.

## Leben
Basil von Engelhardt  war der Sohn des russischen Gutsbesitzers und Offiziers Pawel Wassiljewitsch Engelhardt und dessen Ehefrau Sofja Grigorjewna Engelhardt (1805–1875), Tochter des kurländischen Barons und Generals Grigori Grigorjewitsch Engelhardt (1759–1833).
Basil von Engelhardt siedelte sich 1875 in Dresden an, ließ aus eigenen Geldern eine Sternwarte errichten und betrieb diese von 1877 bis 1879 in der Leubnitzer Straße 2 und von 1879 bis 1897 in der Liebigstraße 1 in Dresden als gut ausgestattete Privat-Sternwarte. Das Hauptinstrument, ein Äquatorial zur genauen Bestimmung von Sternörtern, wurde von Howard Grubb in Dublin gefertigt und war zu jener Zeit das zweitgrößte in Deutschland. Das Positionsmikrometer mit Beleuchtungsapparatur fertigten die Gebrüder Repsold in Hamburg. Die technische Betreuung der Sternwarte übernahm der Dresdner Präzisionsmechaniker und Optiker Gustav Heyde (1846–1930).
Der österreichisch-ungarische Astronom Ladislaus Weinek beobachtete mit ihm auf der Sternwarte am 6. Dezember 1882 den zweiten Venustransit des 19. Jahrhunderts.
Am 29. August 1886 entdeckte Basil von Engelhard im Sternbild Aquarius den Doppelstern IC 1463.
Ein am 3. November 1886 von Johann Palisa am Observatorium von Wien entdeckter Asteroid des Asteroiden-Hauptgürtels wurde von Basil von Engelhardt als (263) Dresda nach der deutschen Stadt Dresden benannt.
Basil von Engelhardt war Mitglied der Astronomischen Gesellschaft und wurde am 31. Januar 1884 Mitglied der Naturwissenschaftlichen Gesellschaft ISIS Dresden. Am 22. Oktober 1887 wurde er mit der Matrikel-Nr. 2637 als Mitglied in die Kaiserliche Leopoldino-Carolinische Deutsche Akademie der Naturforscher Leopoldina aufgenommen. Im Jahr 1890 wurde er korrespondierendes Mitglied der Sankt Petersburger Akademie der Wissenschaften. 1889 wurde er Ehrendoktor der Universität Kasan.
Nach 1897 übergab Basil von Engelhardt gesundheitsbedingt die Einrichtungsgegenstände des Observatoriums an den mit ihm befreundeten Dmitri Iwanowitsch Dubjago (1849–1918), den damaligen Rektor der Universität Kasan. Dubjago ließ für die Geräte an der Kasaner Universität eine Sternwarte errichten, die noch zu seinen Lebzeiten im Jahr 1903 als Engelhardt-Sternwarte nach Basil von Engelhardt benannt wurde.
Engelhardt war ein enger Freund und Förderer des Komponisten Michail Glinka. Nach dessen Tod veröffentlichte er unter anderem die Partituren von dessen Opern Ruslan und Ljudmila und Ein Leben für den Zaren (Iwan Sussanin).
Basil von Engelhardt wurde nach seinem Tod auf dem Trinitatisfriedhof in Dresden bestattet. Auf Initiative der Universität Kasan und in Vollzug des testamentarischen Wunsches von Basil von Engelhardt wurden im September 2014 die sterblichen Überreste des Astronomen vom Dresdner Trinitatisfriedhof in den Park neben der Sternwarte der Kasaner Universität umgebettet, wo Engelhardt neben Dubjago seine Ruhestätte fand.
Der auf der Rückseite des Mondes gelegene Mondkrater Engelʹgardt ist nach ihm benannt.

## Schriften
- I. Ueber die Sternwarte des Herrn B. von Engelhardt in Dresden. In: Sitzungsberichte und Abhandlungen der Naturwissenschaftlichen Gesellschaft Isis in Dresden, 1885, S. 1003–1006 (Digitalisat)
- Observations astronomiques, faites par B. d' Engelhardt a son Observatoire a Dresde. 3 Bände, Baensch, Dresden, 1886, 1890 und 1895 (Digitalisat)